# Lorens Hansen
Lorens Hansen (født 7. september 1793 i Rosenkrans, død 27. oktober 1871 i Helsingør) var en dansk amtsforvalter og politiker.
Hansen blev født i en landmandsfamilie i 1793 i Rosenkrans syd for Rudbøl. Han kom tidligt på kontor i Ribe Amt hos stiftamtmand Moltke og fulgte med ham, da Moltke i 1810 blev stiftsamtmand i København. Hansen blev exam.jur. i 1815 og blev fuldmægtig i stiftsamtet. Fra 1818 havde han flere forskellige embeder Frederiksborg Amt, indtil han i 1837 blev amtsforvalter. I 1842 blev han amtsforvalter i Varde i Ribe Amt. Han stoppede i 1867 og flyttede til Helsingør.
Hansen var medlem af Folketinget valgt i Ribe Amts 1. valgkreds (Vardekredsen) 1849-1852. Han genopstillede ikke i 1852.
Han blev udnævnt til kammerråd i 1845 og justitsråd i 1866.